# 皮德希爾內 (別爾江斯克區)
46°55′13″N 36°24′35″E / 46.92028°N 36.40972°E
皮德希爾內（烏克蘭語：Підгірне）是位於烏克蘭東南部的村莊，由扎波羅熱州別爾江斯克區的索菲伊夫卡市鎮負責管轄。該村始建於1860年，面積0.66平方公里，海拔高度88米，2001年人口128，人口密度每平方公里194.2人。